# Borja Enrique Ayesa
Francisco Borja Enrique Ayesa (* 20. Januar 1974 in Laredo, Kantabrien), genannt Neru, ist ein ehemaliger spanischer Fußballspieler und heutiger -trainer. In der Verteidigung kam er meist als Innenverteidiger, jedoch auch als linker Verteidiger zum Einsatz.

## Spielerkarriere
Aus der Jugendabteilung von Racing Santander kommend sammelte er in der Saison 1998/99 im Alter von 24 Jahren erstmals Erfahrung in der zweiten Liga. Gelobt wurde vor allem seine Flexibilität auf den Positionen in der Defensive. In der Saison 2004/05 wurde Neru in die Segunda División an Sporting Gijón ausgeliehen. Am 1. Mai 2005 beim 3:2-Heimerfolg erzielte er sein erstes Profitor gegen FC Pontevedra. In der gesamten Saison verpasste er nur ein einziges Spiel.
Zur Saison 2005/06 kehrte er zu Racing Santander zurück, wo er auf insgesamt 15 Einsätze kam, bevor er erneut ausgeliehen wurde, diesmal an den FC Cádiz. Nach seiner Rückkehr bestritt er nur ein einziges Spiel für Racing, woraufhin er zu Sporting Gijón wechselte. Mit Gijón gelang ihm schließlich in der Saison 2007/08 der Aufstieg in die Primera División, wobei er fast die komplette Spielzeit ausfiel. In der Saison 2008/09 war er zunächst Stammkraft, ehe er verletzungsbedingt ausfiel. In der Folge kam er einige Spiele nur als Einwechselspieler zum Zuge, ehe er sich in die Mannschaft zurückkämpfte. Die letzten Saisonspiele, in denen sich sein Klub den Klassenverbleib sicherte, wurde er nicht mehr berücksichtigt.
Anschließend verließ Neru den Klub und wechselte zu Deportivo Alavés in die Segunda División B. Dort kam er nur auf fünf Einsätze und schloss sich Anfang 2010 Zweitligist SD Huesca an. Dort wurde er nach Anlaufschwierigkeiten zum Stammspieler, musste in den letzten Saisonspielen aber wieder auf der Bank Platz nehmen. Im Sommer 2010 verließ er Huesca bereits wieder und heuerte beim FC Pontevedra in der Segunda División B an. Dort hatte er in den ersten sieben Spielen einen festen Platz im Team, fiel anschließend aber den Rest der Saison aus und beendete seine Laufbahn.

## Trainerkarriere
Nach dem Ende seiner aktiven Laufbahn arbeitete Neru als Fußballtrainer. In der Saison 2012/13 betreute er Santoña CF in der Tercera División. Im Sommer 2013 wurde er Assistenztrainer bei SD Noja in der Segunda División B. Ende Oktober 2013 war er dort für ein Spiel Interimstrainer.